# Bavayia montana
Espèce
Synonymes
- Bavayia cyclura montana Roux, 1913

Statut de conservation UICN

 DD  : Données insuffisantes
Bavayia montana est une espèce de gecko de la famille des Diplodactylidae.

## Répartition
Cette espèce est endémique de Nouvelle-Calédonie.

## Description
C'est un gecko à l'un aspect relativement trapu, avec un coup massif et une queue épaisse. Le corps est brun-gris clair, avec des taches allongées plus claires sur le dos.

## Étymologie
Le nom spécifique montana vient du latin montanus, se rapportant aux montagnes, en référence à la répartition de ce saurien.

## Publication originale
- Roux, 1913 : Les reptiles de la Nouvelle-Calédonie et des îles Loyalty. Nova Caledonia, Recherches scientifiques en Nouvelle-Calédonie et aux Iles Loyalty. Zoologie. vol. 1, L. 2, Sarasin & Roux, C.W. Kreidel’s Verlag, Wiesbaden, vol. 1, p. 79-160 (texte intégral).